# Ruta de Rhode Island 152
La Ruta de Rhode Island 152, y abreviada R.I. 152 (en inglés: Rhode Island Route 152) es una carretera estatal estadounidense ubicada en el estado de Rhode Island. La carretera inicia en el Oeste desde la Ruta 114  , US 1A   en East Providence hacia el Este en la Ruta 152     en Seekonk. La carretera tiene una longitud de 0,8 km (0.5 mi).

## Mantenimiento
Al igual que las autopistas interestatales, y las rutas federales y el resto de carreteras estatales, la Ruta de Rhode Island 152 es administrada y mantenida por el Departamento de Transporte de Rhode Island por sus siglas en inglés RIDOT.

## Cruces
La Ruta de Rhode Island 152 es atravesada principalmente por la Bishop Avenue/Pleasant Street en East Providence.